# ذهن‌های خطرناک
ذهن‌های خطرناک (انگلیسی: Dangerous Minds) فیلمی در ژانر درام به کارگردانی جان ان. اسمیت است که در سال ۱۹۹۵ منتشر شد.

## خلاصه فیلم
«لوان جانسون» عضو سابق نیروی دریایی، به عنوان معلم در مدرسه‌ای واقع در محله فقیرنشین شهر استخدام می‌شود. او به تازگی از همسر خود جدا شده و دوستش کار موقت برای او پیدا کرده. پس از برخوردی سرد از طرف دانش‌آموزان، او روش‌هایی عجیب برای بدست آوردن اعتماد آن‌ها را آغاز می‌کند و…